# Ogdoconta tacna
Ogdoconta tacna là một loài bướm đêm trong họ Noctuidae.